# Pristimantis bambu
Pristimantis bambu es una especie de anfibio anuro de la familia Craugastoridae. Esta rana es endémica de la provincia de Cañar en Ecuador. Habita entre los 2876 y 2989 m de altitud en la Cordillera Oriental.

## Publicación original
- Arteaga-Navarro & Guayasamin, 2011 : A new frog of the genus Pristimantis (Amphibia: Strabomantidae) from the high Andes of Southeastern Ecuador, discovered using morphological and molecular data. Zootaxa, n.º 2876, p. 17–29.[4]